# Klingertjärnen (Frostvikens socken, Jämtland, 716276-147697)
Klingertjärnen är en sjö i Strömsunds kommun i Jämtland och ingår i Ångermanälvens huvudavrinningsområde. Sjön har en area på 0,108 kvadratkilometer och ligger 579 meter över havet. Sjön avvattnas av vattendraget Storbäcken.

## Delavrinningsområde
Klingertjärnen ingår i det delavrinningsområde (716158-147980) som SMHI kallar för Mynnar i Lillån. Medelhöjden är 477 meter över havet och ytan är 20,41 kvadratkilometer. Det finns inga avrinningsområden uppströms utan avrinningsområdet är högsta punkten. Storbäcken som avvattnar avrinningsområdet har biflödesordning 4, vilket innebär att vattnet flödar genom totalt 4 vattendrag innan det når havet efter 251 kilometer. Avrinningsområdet består mestadels av skog (77 procent) och sankmarker (21 procent). Avrinningsområdet har 0,41 kvadratkilometer vattenytor vilket ger det en sjöprocent på 2 procent.